# Brittany Phelan
Brittany Phelan er en canadisk skiløber. Hun repræsentererde Canada ved vinter-OL 2014 i Sotsji, hvor hendes beste resultat var nummer 15 i slalom.
Hun vandt sølv under vinter-OL 2018 i disciplinen skicross for damer .